# Peter Schaaff

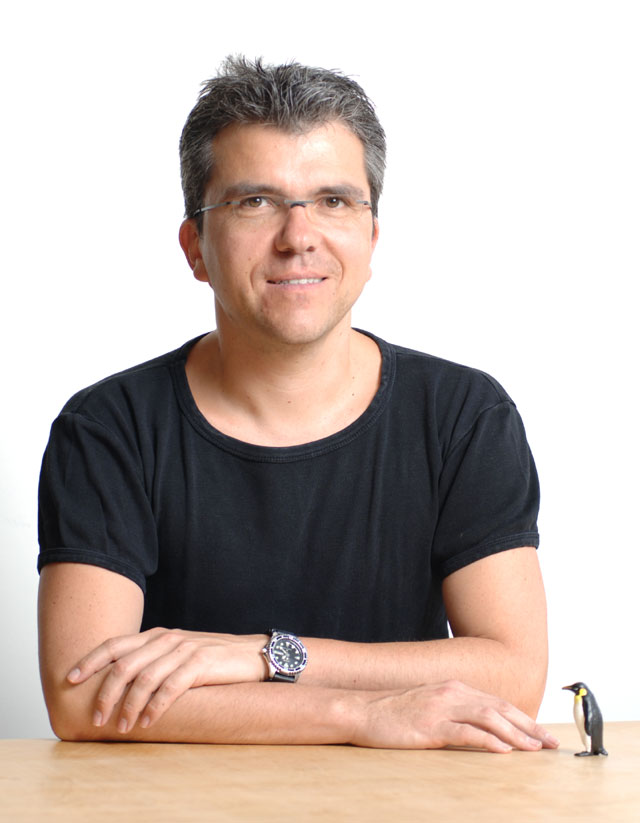
Peter Schaaff

Peter Schaaff (* 8. Juni 1962 in Düsseldorf) ist ein deutscher Comiczeichner.

## Leben und Werk
Peter Schaaff lebt und arbeitet als Cartoonist und Comiczeichner in Düsseldorf. Neben Veröffentlichungen in diversen deutschen Fanzines und der Gestaltung und Herausgabe der Tote Helden Comix bis Mitte der 1990er Jahre verdingte er sich eine lange Zeit als freier Illustrator und Screendesigner. Heute widmet er sich (fast) ausschließlich der Welt der erzählenden Bilder. Neben Beiträgen für das deutsche Mad-Magazin gestaltete er für die Anthologie Horrorschocker des Verlages Weissblech Comics diverse Kurzgeschichten. Dort erscheint auch seine laufende Fantasyserie Dämonika – Braut des Bösen. Zusammen mit Texter Peter Liehr verwirklichte er die Story „Green“ für das US-amerikanische Tales of the Teenage Mutant Ninja Turtles # 3 (Mirage Studios).
Sein bekanntestes Werk ist die Comicserie Andi für die Abteilung Verfassungsschutz des Innenministeriums Nordrhein-Westfalen, die auch in anderen Bundesländern Anklang findet und dort nachgedruckt wird. Andi ist konzipiert als „Comic für Demokratie und gegen Extremismus“ und beschäftigt sich mit dem Problem rechtsextremistischer, linksextremistischer und islamistischer Agitation an Schulen.
Von Andi sind drei Ausgaben erschienen. Sie werden u. a. auch im Schulunterricht eingesetzt.
Die durch das Land Nordrhein-Westfalen geförderte Beratungs- und Informationsstelle „Sekteninfo NRW“ setzt Andi ebenfalls ein.
Alle drei Hefte stehen beim Innenministerium des Landes NRW zum Download bereit.
Im Jahr 2023 erschien das Heft Kinder! Rechte! und Ende 2024 erschien in Heft #7 der Comic-Anthologie Graphica die Geschichte „Hans von Dratt und der Geist des Weines“.